# Нармуч
Нармуч — деревня в Гусь-Хрустальном районе Владимирской области России, входит в состав Муниципального образования «Посёлок Уршельский».

## География
Деревня расположена в 23 км на юго-восток от центра поселения посёлка Уршельский и в 11 км на запад от Гусь-Хрустального. 

## История
В XIX — начале XX века деревня входила в состав Демидовской волости Касимовского уезда Рязанской губернии, с 1926 года — в составе Палищенской волости Гусевского уезда Владимирской губернии. В 1859 году в деревне числилось 20 дворов, в 1905 году — 40 дворов, в 1926 году — 59 дворов.
С 1929 года деревня являлась центром Нармуского сельсовета Гусь-Хрустального района, с 1940 года — в составе Деминского сельсовета, с 1954 года — в составе Нечаевского сельсовета, с 2005 года — в составе Муниципального образования «Посёлок Уршельский».

## Население
| 2010 | 2021 |
| ---- | ---- |
| 66   | ↗81  |